# Aristobulos I.

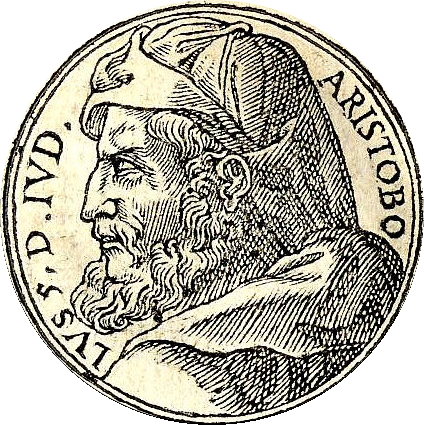
Aristobulos I. aus „Promptuarii Iconum Insigniorum“

Aristobulos I. (hebräischer Name wohl יהודה Jehudah, altgriechisch Ἀριστόβουλος) war König von Judäa 104 bis 103 v. Chr.
Nach dem Tod seines Vaters, des Hohepriesters Johannes Hyrkanos I., wurde Aristobulos im Jahr 104 v. Chr. sein Nachfolger. Als erster judäischer Herrscher seit dem Babylonischen Exil nahm er den Königstitel an und regierte offiziell als König und Hohepriester.
Alle Informationen über Aristobulos I. stammen aus den Werken des Flavius Josephus. Dieser interessiert sich besonders für die innerfamiliären Auseinandersetzungen am Hof des Königs. So soll Aristobulos seine Mutter gefangengesetzt haben, da sie vor dem Tod des Hyrkanos I. von diesem die Befehlsgewalt über das Reich erhalten und folglich mit ihm konkurriert habe. Sie starb in der Gefangenschaft. Ebenfalls problematisch gestaltete sich das Verhältnis zu seinen vier Brüdern. Die drei jüngeren ließ er gefangen nehmen. Von ihnen ist namentlich nur der spätere König Alexander Jannaios bekannt, der 103 v. Chr. den Thron bestieg und einen Bruder tötete, während der andere sich ins Privatleben zurückzog. Den älteren Bruder Antigonos behandelte Aristobulos offenbar zunächst freundlich. Nachdem Antigonos den erkrankten Aristobulos jedoch bei einem offiziellen Anlass als Hohepriester vertreten und auch militärische Erfolge errungen hatte, ließ Aristobulos ihn umbringen. Aristobulos soll diese Tat laut Josephus so sehr bereut haben, dass er nur wenig später starb.
Trotz der nur einjährigen Regierungszeit hat Josephus einige Informationen über politische Entscheidungen des Aristobulos. Neben der Annahme des Königstitels nennt er als einen Titel des Aristobulos Philhellen („Griechenfreund“). Auch andere orientalische Könige nannten sich Philhellen; damit wurde keine persönliche Einstellung zur hellenischen Kultur, sondern eine diplomatische Einordnung in die hellenistische Staatenwelt der Zeit ausgedrückt. Ferner berichtet Josephus von der Eroberung und „Judaisierung“ der von den Ituräern besetzten Teile Galiläas. Er soll die Einwohner gezwungen haben, die Beschneidung und die übrigen judäischen Gesetze anzunehmen oder das Land zu verlassen, wie es auch Johannes Hyrkanos I. bei der Eroberung Idumäas gefordert haben soll. Die Forschung hat hier allerdings teilweise andere Hypothesen entwickelt, da davon auszugehen ist, dass ein Großteil der Einwohner Galiläas ohnehin beschnitten war.